# Rothmaleria granatensis
Rothmaleria granatensis (Boiss. ex DC.) Font Quer è una pianta della famiglia delle Asteracee. È l'unica specie nota del genere Rothmaleria.
È una specie endemica di Granada, Spagna.

## Descrizione
È una pianta erbacea scaposa perenne con capolini portati su fusti che raggiungono i 20–30 cm di altezza. Foglie in rosette basali, 15-100 x 50–20 mm, glauche, obovate-oblunghe, picciolate, inciso-dentate fino a pennatifite, lobi dentati, le foglie di cauline sono piccole, spesso sessili. I capolini hanno fiori ligulati di colore giallo con involucro di 12,10 x 10,12 mm, brattee embricitate, oblunghe, da ottuse a spigolose, con margine biancastro membranaceo. Il frutto è un achenio obconico di 4–5 mm sormontato da pappo costituito da 5 bratte triangolari legnose e rigide.
Forma biologica emicriptofita rosulata (H ros).
Numero di base x=9